# Município de Perry (condado de Montgomery, Ohio)
O município de Perry (em inglês: Perry Township) é um município localizado no condado de Montgomery no estado estadounidense de Ohio. No ano de 2010 tinha uma população de 5.999 habitantes e uma densidade populacional de 63,32 pessoas por km².

## Geografia
O município de Perry encontra-se localizado nas coordenadas 39° 47′ 18″ N, 84° 25′ 29″ O. Segundo o Departamento do Censo dos Estados Unidos, o município tem uma superfície total de 94.74 km², da qual 94,74 km² correspondem a terra firme e (0 %) 0 km² é água.

## Demografia
Segundo o censo de 2010, tinha 5.999 habitantes residindo no município de Perry. A densidade populacional era de 63,32 hab./km². Dos 5.999 habitantes, o município de Perry estava composto pelo 97,57 % brancos, o 0,47 % eram afroamericanos, o 0,18 % eram amerindios, o 0,28 % eram asiáticos, o 0,05 % eram de outras raças e o 1,45 % eram de uma mistura de raças. Do total da população o 0,57 % eram hispanos ou latinos de qualquer raça.